# Discografia lui Cristache Ciolac
Discografia vioristului Cristache Ciolac cuprinde numeroase discuri de gramofon, cu înregistrări realizate în perioada anilor 1914 - 1921, la casele de discuri Zonophone și Pathé.

## Discuri Zonophone Record
| An   | Număr de catalog | Format                 | Piese                                                  | Acompaniament              |
| ---- | ---------------- | ---------------------- | ------------------------------------------------------ | -------------------------- |
| 1914 | 500572 / 500573  | ebonită, single, 25 cm | Brâul; Ca la Breaza                                    | orchestra Cristache Ciolac |
| 1914 | 500574 / 500575  | ebonită, single, 25 cm | Hațegana; Ca la Seliște                                | orchestra Cristache Ciolac |
| 1914 | 500576 / 500577  | ebonită, single, 25 cm | Hora Sinaia; Chindia                                   | orchestra Cristache Ciolac |
| 1914 | 500578 / 500579  | ebonită, single, 25 cm | Hora din Văleni; Sârba amorezatei                      | orchestra Cristache Ciolac |
| 1914 | 500580 / 500581  | ebonită, single, 25 cm | Nunta țărănească; Geamparalele                         | orchestra Cristache Ciolac |
| 1914 | 500582 / 500583  | ebonită, single, 25 cm | Hora mitocanca; Sârba Sultănica                        | orchestra Cristache Ciolac |
| 1914 | 500500 / 500501  | ebonită, single, 25 cm | Banu Mărăcine; Hora melcului                           | orchestra Cristache Ciolac |
| 1915 | 500797 / 500798  | ebonită, single, 25 cm | Bătuta (Banu Mărăcine); Potpouri de hore naționale     | orchestra Cristache Ciolac |
| 1915 | 500799 / 500800  | ebonită, single, 25 cm | Ciocârlia; În spre ziuă                                | orchestra Cristache Ciolac |
| 1915 | 500801 / 500802  | ebonită, single, 25 cm | Sârba triplei alianțe; Sârba „Sus băete”               | orchestra Cristache Ciolac |
| 1915 | 500803 / 500804  | ebonită, single, 25 cm | Hora călușarilor; Mocăneasca                           | orchestra Cristache Ciolac |
| 1915 | 500805 / 502378  | ebonită, single, 25 cm | Ca pe Târnava Mare; Sărmanul cioban                    | orchestra Cristache Ciolac |
| 1915 | 500806 / 502379  | ebonită, single, 25 cm | Birul greu; Văduva veselă (Intrarea lui Danilo)        | orchestra Cristache Ciolac |
| 1915 | 500807 / 500808  | ebonită, single, 25 cm | Chor maghiar / Ca la ușa cortului                      | orchestra Cristache Ciolac |
| 1915 | 500809 / 500810  | ebonită, single, 25 cm | Hora lăutarilor; Sârba lui Ciolacu                     | orchestra Cristache Ciolac |
| 1915 | 500811 / 500812  | ebonită, single, 25 cm | Hora lui Ciolacu; Sârba lui Matei Sucitu               | orchestra Cristache Ciolac |
| 1915 | 500813 / 500814  | ebonită, single, 25 cm | Valsul Văduva veselă; Valsul Nachiri                   | orchestra Cristache Ciolac |
| 1915 | 500815 / 500816  | ebonită, single, 25 cm | Tesoro mio, Vals; Polca gigerilor                      | orchestra Cristache Ciolac |
| 1915 | 500817 / 500818  | ebonită, single, 25 cm | Polca studenților; Când dragostea moare, Vals          | orchestra Cristache Ciolac |
| 1915 | 500819 / 502380  | ebonită, single, 25 cm | Sârba nouă; De n'ar fi ochi                            | orchestra Cristache Ciolac |
| 1915 | 500584 / 500585  | ebonită, single, 25 cm | Sârba sârbelor; Bălășica                               | orchestra Cristache Ciolac |
| 1915 | 500838 / 500839  | ebonită, single, 25 cm | Sârba din Paris; Sârba de la Turtucaia                 | orchestra Cristache Ciolac |
| 1915 | 500840 / 500841  | ebonită, single, 25 cm | Viața e un vis, un paradis; Sârba apașilor bucureșteni | orchestra Cristache Ciolac |
| 1915 | 500842 / 500843  | ebonită, single, 25 cm | Hora mitocanca; Sârba din căruță                       | orchestra Cristache Ciolac |
| 1915 | 500844 / 500845  | ebonită, single, 25 cm | Hora teișenilor; Sârba roșiorilor                      | orchestra Cristache Ciolac |
| 1915 | 500846 / 500847  | ebonită, single, 25 cm | Vino cu mine, Vals; Sârba lui Ciolacu                  | orchestra Cristache Ciolac |

## Discuri Pathé
| An   | Număr de catalog | Format                 | Piese                                  | Acompaniament              |
| ---- | ---------------- | ---------------------- | -------------------------------------- | -------------------------- |
| 1921 | N 71061          | ebonită, single, 30 cm | Hora nebună; Ca la ușa cortului (horă) | orchestra Cristache Ciolac |